# Natação nos Jogos Olímpicos de Verão de 1904 - 440 jardas livre masculino
A prova de 440 jardas livre da natação foi realizada como parte dos programa da Natação nos Jogos Olímpicos de Verão de 1904. Foi a primeira vez em que o evento foi disputado nas Olimpíadas, a única na distância de jardas.  A distância, aproximadamente 402 metros, foi um pouco maior do que os 400 metros que seriam utilizados em todas as edições subsequentes do programa da natação. 
Quatro nadadores de três nações participaram.

## Medalhistas
| Ouro   | USA Charles Daniels |
| Prata  | AUS Francis Gailey  |
| Bronze | AUT Otto Wahle      |

## Resultados

### Final
| Pos.              | Nadador         | CON                | Tempo        | Notas |
| ----------------- | --------------- | ------------------ | ------------ | ----- |
| Medalha de ouro   | Charles Daniels | USA Estados Unidos | 6:16.2       |       |
| Medalha de prata  | Francis Gailey  | AUS Austrália      | 6:22.0       |       |
| Medalha de bronze | Otto Wahle      | AUT Áustria        | 6:39.0       |       |
| 4                 | Leo Goodwin     | USA Estados Unidos | Desconhecido |       |